# Frontera entre Micronèsia i Palau
La frontera entre els Estats Federats de Micronèsia i la república de Palau es completament marítima i es troba al nord de l'oceà Pacífic a l'arxipèlag de les Carolines.
El límit occidental de la Micrònesia es refereix a les illes Yap i l'atol·ló de Ngulu i el límit oriental de Palau amb l'illa principal de Babeldaob
L'agost de 2006 es va formalitzar un tractatamb una línia de demarcació segons 51 punts